# Schatten über den Inseln
Schatten über den Inseln ist ein deutscher Spielfilm der DEFA von Otto Meyer aus dem Jahr 1952.

## Handlung
In einem kleinen Dorf auf den Färöer-Inseln leben die Einwohner, in den 1930er Jahren, vorrangig vom Fischfang. Hier werden die Dorsche gefischt, die vom ortsansässigen Kaufmann Bassen Brause aufgekauft werden, der sie im Freien trocknen lässt, um sie dann in der Stadt gewinnbringend zu verkaufen. Eine zusätzliche Möglichkeit für die Bewohner etwas Geld zu verdienen, ist der Fang verschiedener Seevögel, die sich zum Brüten auf den Inseln niederlassen. Besonders die Federn der Vögel, die vorrangig von den Frauen des Dorfes gerupft werden, sind eine begehrte Handelsware, die deshalb auch von Brause aufgekauft werden und ihm einen hohen Gewinn einbringen. Von dem frischen Fleisch der Vögel haben die Dorfbewohner auch etwas gutes zu Essen, denn außer in den kurzen Sommermonaten gibt es auf dem kargen Land nicht viel zu verdienen, wovon sich die Färöer etwas kaufen könnten. Auch bezahlt der Händler Brause seinen Angestellten immer weniger Lohn und die Aufkaufpreise für Fisch und Federn sinken bei ihm immer mehr.
Anders verhält er sich zu seinem Enkel Torsten, bei dem er sich nicht so geizig zeigt. Torsten ist der Sohn seiner Tochter Mette, die mit dem Arzt Dr. Sten Horn verheiratet ist. Bei einem seiner seltenen Besuche bei ihr, befindet sich gerade Stens Vetter Arne in der Wohnung, der auf ihren Vater noch nie gut zu sprechen war. Dieses Mal ist er besonders aufgebracht, da die Werft, bei der er beschäftigt war und die auch Bassen Brasse gehört, von diesem stillgelegt wurde und somit auch ihm gekündigt wurde. Während Arne sich gewerkschaftlich engagiert und sich kurz vor den bevorstehenden Wahlen für die neu gegründete Volkspartei einsetzt, macht sich Dr. Horn Gedanken, warum nach einem Jahr Pause erneut die sogenannte Inselkrankheit ausgebrochen ist. Täglich treten neue Fälle auf und mehrere davon enden tödlich. In seiner Ursachenforschung ist er bereits so weit gekommen, dass er die Krankheit mit dem jährlichen Vogelfang in Verbindung bringt, jedoch fehlen ihm bisher noch die Beweise, dass die auftretenden Fälle mit der Vogel- oder Papageienkrankheit zusammenhängen. Um sicher zu gehen, will der Doktor das bakteriologische Institut in Kopenhagen konsultieren. Da es keine Medikamente gegen diese Krankheit gibt, beabsichtigt er, zur Eindämmung der Krankheit, das Fangen der Vögel verbieten.
Vom Institut erhält Dr. Horn die Bestätigung, dass die Krankheit nicht nur von Papageien übertragen wird, sondern auch andere Vogelarten betroffen sein können. In einem Gespräch mit seinen beiden anderen Berufskollegen der Insel beschließen sie, von jeder Vogelart, die auf den Inseln brütet, etwa 100 Stück nach Kopenhagen zur Untersuchung zu schicken. Als das Horns Schwiegervater Bassen Brause zu Ohren kommt, geht dieser zum Amtmann mit der Bitte, dagegen einzuschreiten. Der hält erst einmal nicht viel davon, äußert aber seine Besorgnis, dass die Werftschließung Unruhe in das Volk trägt. Brause begründet den Schritt damit, dass die Familien dadurch kein Geld mehr verdienen können und deshalb Vögel fangen und rupfen müssen, da er mit den Federn entschieden mehr Geld verdient. Der Amtmann verbietet dem Doktor, da der ein Amtsarzt ist, seine Vermutungen an die Bevölkerung weiterzugeben. In der Zwischenzeit sammeln die gekündigten Arbeiter der Werft, auf Initiative Arnes, die für die Untersuchung im Institut erforderlichen Vögel. Der Doktor beschließt, nachdem sich die Todesfälle häufen, seinem Gewissen zu folgen und alle Einwohner der Insel von seinem Verdacht zu unterrichten. Dabei fordert er sie auf, keine Vögel mehr zu fangen.
Obwohl Brause das Erscheinen eines Zeitungsartikels mit der Warnung Dr. Horns verhindert und durch einen eigenen Text ersetzt, sind die Inselbewohner aufgeschreckt und weigern sich weiterhin Vögel zu fangen. Weiterhin gibt er den Kunden in seinem Geschäft keine Warenkredite mehr, obwohl sie kein Geld mehr verdienen können und zieht die anderen Händler auf seine Seite. Den Hinweis auf den zu erwartenden Ertrag aus der Schafschur, ignoriert Brause, er akzeptiert nur noch Bargeld oder Federn, für die er Verträge zu erfüllen hat. Außerdem lässt er durch Amtmann ein Schreiben verfassen, in dem behauptet wird, dass sich Dr. Horn mit seinen Untersuchungen geirrt hat, welches öffentlich ausgehangen wird. Der Amtmann erteilt dem Postmeister auch die Anweisung, alle Telegramme an Dr. Horn einzubehalten. So erreicht diesen auch nicht das Telegramm vom Institut aus Kopenhagen, in dem er die Bestätigung erhält, dass der Eissturmvogel der Übertrager der tödlichen Krankheit ist. Das Institut ist davon überzeugt, dass bei Beendigung des Fangs dieser Vögel, das Sterben aufhören wird. Doch der Postbeamte, der das Telegramm empfangen hat und es dem Postmeister übergeben muss, erkennt die Hinterhältigkeit der Maßnahme und informiert den Doktor über den Inhalt. Arne lässt heimlich in einer Druckerei Flugblätter mit dieser brisanten Information drucken, die von den drei Doktoren der Insel unterschrieben ist und die überall verteilt werden.
Bei den Wahlen erhält die Volkspartei die überwältigende Mehrheit, wozu auch der Doktor und sein Cousin Arne beigetragen haben. Für Bassen Brause ist das vorerst Grund genug, sein Geschäft zu schließen und heimlich die Insel zu verlassen. Selbst sein Enkel will nichts mehr mit ihm zu tun haben. Die Bewohner der Insel bedanken sich bei Dr. Horn mit einem Fackelzug zu seinem Haus.

## Produktion und Veröffentlichung
Schatten über den Inseln beruht auf Tatsachen, die sich im Jahre 1932 auf den Färöer-Inseln abspielten. Die Dreharbeiten zu dem Schwarzweißfilm fanden unter dem Arbeitstitel Schatten über Färöer in den Studios Babelsberg statt, während die Außenaufnahmen auf der Insel Rügen gedreht wurden, aber auch einige dokumentarische Filmaufnahmen von den Färöer-Inseln wurden zu Beginn des Films eingesetzt. Der Film war die erste eigenständige Arbeit des Regisseurs Otto Meyer und hatte am 16. Mai 1952 als 50. DEFA-Film im Berliner DEFA-Filmtheater Kastanienallee seine Uraufführung. Am gleichen Abend wurde der Film auch in den Berliner Kinos Babylon und Forum Köpenick aufgeführt. Die erste nachweisbare Ausstrahlung im Fernsehen erfolgte am 4. Januar 1977, anlässlich des 70. Geburtstages des Schauspielers Willy A. Kleinau, im 2. Programm des Fernsehens der DDR.

## Kritik
Miera und Antonin Liehm führten Schatten über den Inseln als Beispiel für die DDR-Filme an, in denen ein positiver Held – immer mit Arbeiterhintergrund – einem Negativen gegenüberstand, der meistens ein ehemaliger Nazi oder ein Repräsentant des Westens war und oft beides. Sie kamen zu dem Schluss, dass „Regisseure zu dieser Zeit nur die einfachsten Geschichten versuchten, die auf die einfachste Weise gefilmt wurden. Zum Beispiel ... Schatten über den Inseln... Zeigt, wie kapitalistische Kaufleute die Gesundheit der Menschen bedrohen.“
Sylvia Klötzer teilte diese Ansicht und schrieb, dass der Film ein typisches Beispiel für die Anfang der 1950er Jahre produzierten DEFA-Bilder sei, mit einer schematischen Handlung, die sich auf eine archetypische Figur mit geringer Tiefe konzentrierte.
Der Autor Udo Benzenhöfer kommentierte dagegen, das Bild sei ein „realistisches Bild mit vielen Bezügen zu den breiteren Themen der Gesellschaft“.
Für Rosemarie Rehahn hinterlässt der Film im Neuen Deutschland ein etwas unbefriedigendes Gefühl, das viele offene Fragen aufwirft. Positiv bewertet sie die lebendige Beziehung des Regisseurs zur Landschaft und die ausgezeichnete Kameraführung von Eugen Klagemann. Deutlich wird aber auch der Mangel an wirklichkeitsnahen, kämpferischen Drehbüchern, die das Leben der DDR-Bürger zum Inhalt haben.
Das Lexikon des internationalen Films schreibt, dass der Film eine spannend aufgearbeitete Gesellschaftskritik mit Realitätsnähe geschildert hat, bei dem auch die schauspielerischen Leistungen überzeugten.